# Денгофы
Денго́фы (нем. Dönhoff, пол. Denhoff, Doenhoff, Donhoff) — дворянский, графский и княжеский род.
Происходит из графства Марк в Вестфалии, откуда рыцарь Герман Денгоф переселился в Курляндию в 1320 году. В начале XVII века Денгофы вступили в польское подданство. Одна ветвь их ещё проживала в конце XIX века в российской Прибалтике (внесена в 1-ю часть родословной книги Виленской губернии).
Другая ветвь имела прусское подданство и выстроила в Восточной Пруссии роскошные барочные дворцы в усадьбах Дёнхофштедт и Фридрихштейн. В середине XX века, когда угасла старшая (вильденбургская) ветвь Гацфельдтов, они унаследовали её обширные лесные угодия в Порейнье и замок на воде Кротторф, после чего приняли тройную фамилию Гацфельдт-Вильденбург-Денгоф.
В честь одного из Денгофов был назван форт № XI укреплённого кольца вокруг Кёнигсберга. 

## Описание герба
В поле серебряном чёрная голова вепря, вправо. Щит увенчан рыцарским шлемом и короной. Нашлемник: чёрный вепрь, восстающий вправо, пронзённый накрест двумя копьями, остриями вверх обращёнными. Намёт на щите чёрный, подложенный серебром.

## Известные представители рода
- Эрнест Магнус Денгоф (1581—1642) — каштелян и воевода перновский, староста феллинский и тельшяйский.
- Герард Денгоф (1590—1648) — каштелян гданьский (1642), воевода поморский (1643—1648), подскарбий Прусской земли (1643), маршалок двора королевы (1645), староста и эконом мальборкский.
- Теодор Денгоф (ум. 1684), подстолий и кравчий литовский, затем подскарбий надворный литовский и подкоморий великий коронный.
- Владислав Денгоф (1639—1683) — граф Священной Римской империи, командующий королевской гвардии, воевода поморский, сенатор.
- Зигмунд Виктор Денгоф (ум. 1694) — подкоморий велюньский (1683), подскарбий надворный литовский (1693).
- Станислав Эрнест Денхоф (1673—1728) — гетман польный литовский, воевода полоцкий, староста мозырский.
- Ежи Альбрехт Денгоф (1640—1702) — епископ каменецкий, пшемысльский и краковский, канцлер великий коронный (1688—1702)
- Ян Казимир Денгоф (1649—1697) — польский резидент в Риме (1682), кардинал (1686), епископ чезенский (1688)
- Александр фон Денгоф (1683—1742) — прусский генерал, придворный короля Фридриха-Вильгельма I, предок Марион Дёнхоф.
- Богуслав Эрнест Денгоф (? — 1734) — подкоморий великий литовский (1702), генерал литовской артиллерии (1710—1725)
- София фон Денгоф (1768—1834) — морганатическая супруга короля Пруссии Фридриха Вильгельма II.
- Денгоф, Август Генрих Герман фон (1797—1874) — прусский дипломат, отец Августа Карла фон Денгоф-Фридрихштейна.
- Август Карл фон Денгоф-Фридрихштейн (1845—1920) — прусский политический деятель, дипломат.
- Марион фон Дёнгоф (1909—2002) — графиня, журналист, публицист, «гранд-дама политической журналистики ФРГ».